# Entedon scapus
Entedon scapus är en stekelart som beskrevs av Efremova och Kriskovich 1995. Entedon scapus ingår i släktet Entedon och familjen finglanssteklar.
Artens utbredningsområde är Uzbekistan. Inga underarter finns listade i Catalogue of Life.